# Cantó d'Usèrcha
El cantó d'Usèrcha és un cantó francès del departament de la Corresa, situat al districte de Tula. Té 9 municipis i el cap és Usèrcha.

## Municipis
- Condat de Ganavés
- Espartinhac
- Esburia
- La Monjariá
- Mas Seren
- Melhars
- Sanch Ibarch
- Salom
- Usèrcha

## Història
| Data d'elecció                           | Identitat          | Partit        | Qualitat |
| ---------------------------------------- | ------------------ | ------------- | -------- |
| 1973-1979                                | Antoine Besse      | Divers droite |          |
| 1979-1985                                | Marcel Lamiche     | PCF           |          |
| 1985-1998                                | Valentin Larivière | RPR           |          |
| 1998-                                    | Sophie Dessus      | PS            |          |
| les dades anteriors no són pas conegudes |                    |               |          |
|                                          |                    |               |          |

| 1962  | 1968  | 1975  | 1982  | 1990  | 1999  | 2006  |
| ----- | ----- | ----- | ----- | ----- | ----- | ----- |
| 8.402 | 8.869 | 8.106 | 7.729 | 7.078 | 7.095 | 7.363 |